# 穆罕纳德
哈立德·优素福·穆罕默德酋长（1969年—2011年4月21日），一般称之为穆罕纳德，是一位战斗在车臣的圣战组织指挥官。阿布·哈夫斯·乌敦尼2006年11月26日死后，他成为车臣阿拉伯圣战组织领袖。
俄国人认为他是约旦人，在约旦空军中担任战斗机飞行员，经过了美国的军事训练，也有一种说法说他是沙特人。2011年4月21日，他被俄罗斯安全部队在车臣Serzhen-Yurt村外击毙。